# Membraniporopsis bispinosa
Membraniporopsis bispinosa is een mosdiertjessoort uit de familie van de Sinoflustridae. De wetenschappelijke naam van de soort is voor het eerst geldig gepubliceerd in 1992 door Liu.